# غارنت بيلي
غارنت بيلي هو لاعب هوكي الجليد كندي، ولد في 13 يونيو 1948 في لويدمنستر في كندا، وتوفي في 11 سبتمبر 2001 في نيويورك في الولايات المتحدة.

## وصلات خارجية
- غارنت بيلي على موقع دوري الهوكي الوطني (الإنجليزية)
- غارنت بيلي على موقع قاعة مشاهير الهوكي (لاعب أن.إتش.أل) (الإنجليزية)
- غارنت بيلي على موقع EliteProspects.com (الإنجليزية)
- غارنت بيلي على موقع HockeyDB.com (الإنجليزية)
- غارنت بيلي على موقع Hockey-Reference.com (الإنجليزية)